# Jørgen Eskild Høigaard
Jørgen Eskild Høigaard (født 6. jan 1927[kilde mangler]) er en dansk historiker og forfatter.

## Priser
Jørgen Eskild Høigaard modtog Statens Kunstfonds Engangsydelse år 1975.

## Forfatterskab
J.E.Høigaard har udgivet følgende litteratur.
| Titel                                        | Udgiver   | Udgivelsesår | ISBN          |
| -------------------------------------------- | --------- | ------------ | ------------- |
| Troldspejlet                                 | Gyldendal | 1978         | 87-01-66612-6 |
| Zarens søn: romanbiografi 1917-18            | Hovedland | 1994         | 87-7739-203-5 |
| Tapperhed ærer - En Peter Willemoes biografi | Borgen    | 1997         | 87-21-00674-1 |
| Krisen i kongehuset                          | Hovedland | 2002         | 87-7739-608-1 |